# 安政五カ国条約

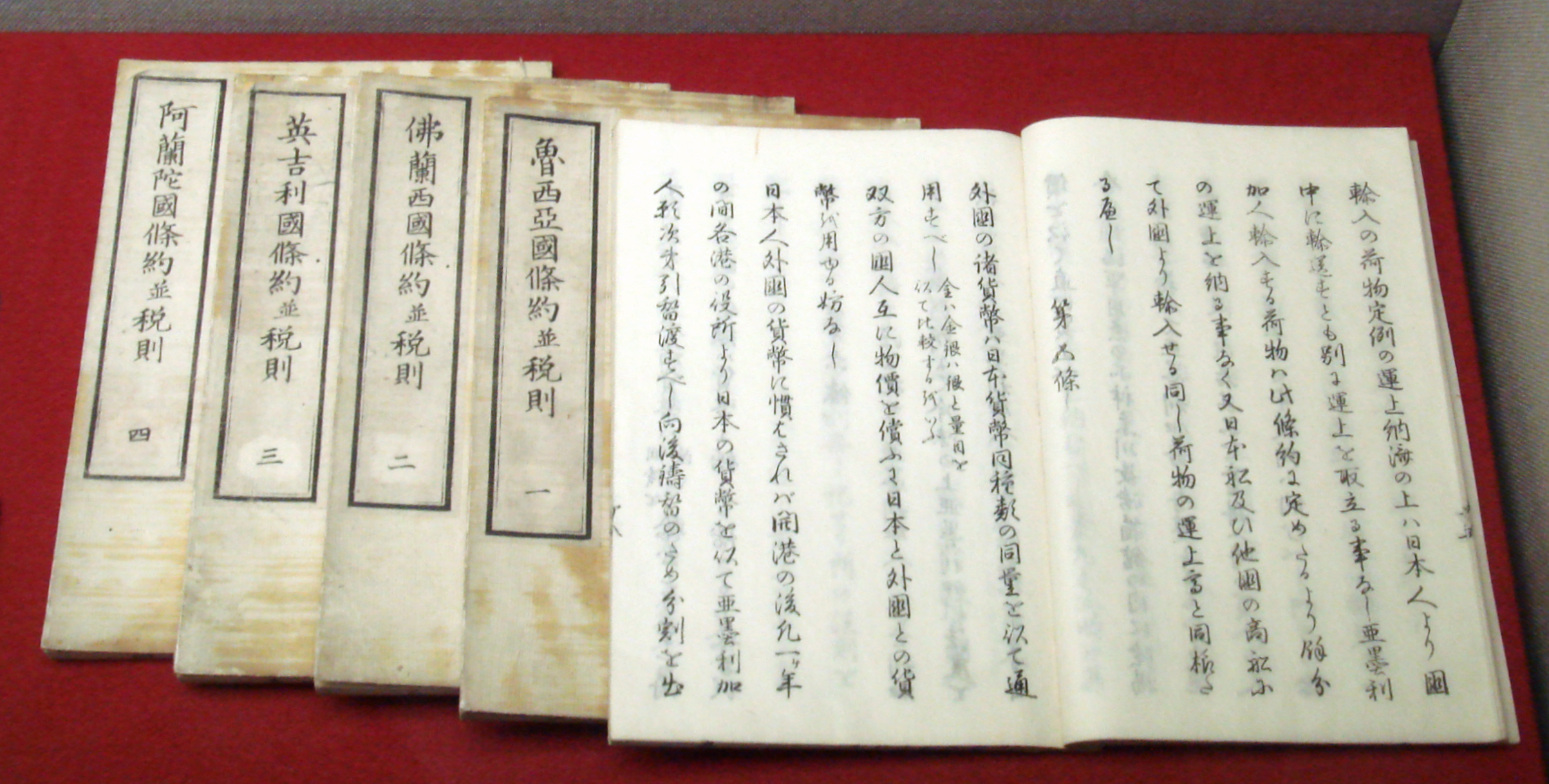
安政五カ国条約

安政五カ国条約（あんせいのごかこくじょうやく）は、幕末の安政5年（1858年）に江戸幕府がアメリカ・オランダ・ロシア・イギリス・フランスの5ヵ国それぞれと結んだ不平等条約(治外法権がないこと/関税自主権が日本にない)の総称。勅許なく調印されたため安政の仮条約（あんせいのかりじょうやく）ともいう。

## 条約の一覧
| 条約名           | 相手国         | 調印日                         |
| ---------------- | -------------- | ------------------------------ |
| 日米修好通商条約 | アメリカ合衆国 | 安政5年6月19日 (1858年7月29日) |
| 日蘭修好通商条約 | オランダ       | 安政5年7月10日 (1858年8月18日) |
| 日露修好通商条約 | ロシア帝国     | 安政5年7月11日 (1858年8月19日) |
| 日英修好通商条約 | イギリス       | 安政5年7月18日 (1858年8月26日) |
| 日仏修好通商条約 | フランス       | 安政5年9月3日 (1858年10月9日)  |

## 経緯
アメリカ総領事タウンゼント・ハリスは幕府全権岩瀬忠震・井上清直と安政4年12月11日（1858年1月25日）から15回の交渉を行い、自由貿易を骨子とする条約内容に合意した。これを受け、老中首座堀田正睦は孝明天皇の勅許を得るために安政5年2月5日（1858年3月19日）に入京するが、天皇は3月20日（1858年5月3日）に勅許を拒否した。一方幕府では、老中松平忠固が「朝廷に屈することは幕府権威の低下につながる」として、無勅許調印を強行に主張し、大老井伊直弼も最終的にこれに同意、無勅許のまま日米修好通商条約は調印された。同年中に幕府はオランダ、ロシア、イギリス、フランスとも同内容の条約を結んだ。これら条約に対しても勅許は得ておらず、朝廷側から見れば違勅の状態にあった。
当時の京都朝廷では攘夷派の公家たちが優勢だったことから、公家たちは、勅許を待たずに調印した条約は無効であるとしてこれを認めず、幕府と井伊の「独断専行」を厳しく非難した（当初は「無勅許調印」と非難したが、途中から「違勅調印」と非難した）。その結果、公武間の緊張が一気に高まり、安政の大獄や桜田門外の変（井伊直弼の暗殺）などの事件の引き金となった。幕府はこれらの問題により条約を契約期限内に履行することが困難となり、1862年、開市・開港の延期を各国に求め、延期については一応の解決を見た（ロンドン覚書）。
慶応元年9月6日（1865年11月4日）、イギリス公使ハリー・パークスの主導する英仏蘭連合三カ国艦隊は、将軍徳川家茂の上洛中を狙い、京都に近い兵庫沖に来航して条約の勅許と兵庫開港の前倒し（下関戦争賠償金の減額との引き換え）を求めた。結果、慶応元年10月5日（11月22日）、孝明天皇は勅許することとなった（ただし、兵庫開港のみは認めず、これが改税約書調印につながる）。これをもって、これら条約の違勅状態は解消されることとなった。
なお、幕府はポルトガル（1860年）およびプロイセン（1861年）とも同様の条約を結び、これらの国に文久遣欧使節が派遣された。その後さらにスイス（1864年）、ベルギー（1866年）、イタリア（1866年）、デンマーク（1866年）、また明治になってからスウェーデン・ノルウェー（1868年）、スペイン（1868年）、オーストリア・ハンガリー（1869年）等とも同様の条約が結ばれた。明治政府は安政条約の五カ国に加え、これら国々とも条約改正交渉を行う必要があった。

## 不平等条約
問題となった点は主に以下の3点である。
- 領事裁判権の規定
- 関税自主権の欠如
- 片務的最恵国待遇（日露修好通商条約のみは双務的最恵国待遇）

これらの条約は、領事裁判権を認める、関税自主権がない、などといった不平等条約だった。しかし、歴史学者の三谷博は当初問題にされたのは勅許を得ていないという点であり、当時の日本人の国際知識の欠如もあったが、これらの不平等性が問題になったのは明治維新以降であって、調印時点では大きな問題とみなされていなかったとしており、同じく歴史学者の荒野泰典もこれに賛成している。明治新政府が条約の不平等性と改定の必要性を指摘したのは明治二年の岩倉具視による『外交・会計・蝦夷地開拓意見書』が最初と考えられている。
関税自主権という概念を当時の幕府は理解しておらず、したがって日米修好通商条約交渉時の関心事は税率をいくらにするかであった。以下の表に示したように、当初設定された輸入税率は、一部例外を除き20%とされ、同じく不平等条約の天津条約の5%と比較すると妥当なものであった。また、開国当初は圧倒的に日本の輸出超過状態にあったが、5%の輸出関税を設けたために幕府の収入は増えた（日米修好通商条約交渉において、この輸出関税と引き換えに、最恵国待遇が双務的なものから片務的なものに改められている）。1864年の幕府の関税収入は174万両、歳入の18%に達していた。しかし、下関戦争の賠償交渉と並行して行われた1866年の改税約書の調印により輸入関税が5%に下げられてからは輸入が増加に転じ、大量生産による安価な外国製の木綿製品が流入したために、関税の目的の一つである国内産業の保護ができなくなり、日本の手工業による木綿生産は大打撃を受けている。もっとも手工業から大量生産への変化は近代化においては避けて通れない事柄であり、明治政府は富岡製糸場のような官営模範工場を設立してこれに対抗した。また、関税収入も減り、明治初期には国庫収入の4%程度となってしまった（同時期の英国の関税収入は国庫収入の26パーセント）。
領事裁判権は日米和親条約では認められていなかったが（第四条で米国人も「公正な法」に従うとされていた）、安政4年5月26日（1857年6月17日）の日米追加条約で認められ、そのまま安政五カ国条約に引き継がれたものである。江戸初期には外国人にも日本の法律が適用されており、平戸のオランダ商館員が死罪になった例もあるが、その後はオランダ人が犯罪を犯した場合は、その処罰はオランダ商館長に委ねられるようになった。したがって、領事裁判権は幕府にとってはむしろ都合が良かった。開国後に外国人の犯罪を領事裁判で裁いた例としては、モース事件 やアイヌ人骨盗掘事件 がある。
また、安政条約は外国から見ても不平等な面があった。天津条約とは異なり、外交官以外の外国人の日本国内旅行は原則禁止されていた。このため外国商人は直接生糸の原産地へ出向くことが出来ず、価格の決定権は日本商人が握っていた。これが生糸価格の高騰を招いた一因でもあった。明治の条約改正において、改正内容に不満を持つ対外強硬派が、条約改正案に反対するために現行条約励行運動（条約正文に明白に規定されていない事項に関しては一切外国人の権利を認めず、日本国内における外国人の活動や生活を制約する）を起こしたのは、その不平等性に目を付けたものとされている。
明治維新以後は新政府の最重要課題の一つとして条約改正交渉が断続的に行われたが、その進展は芳しくなかった。領事裁判権の撤廃と双務的最恵国待遇の獲得は日清戦争直前の1894年、関税自主権の完全回復は日露戦争後の1911年のことであった。
|                           | 協定関税率                            | 内地通商権                        | [1]沿岸貿易権 [2]沿岸海運権 [3]内河航行権 | 税関管理権       | 領事裁判権 |
| ------------------------- | ------------------------------------- | --------------------------------- | ----------------------------------------- | ---------------- | ---------- |
| 天津条約 （1858年）       | 輸出税・輸入税：5%                    | 承認                              | [1]承認 [2]承認 [3]揚子江のみ承認         | 外国人税務司制度 | 承認       |
| 安政五カ国条約 （1858年） | 輸出税：5% 輸入税：20%（一部5%・35%） | 否認。 開港場10里以内の通行は許可 | 否認                                      | 自主権を堅持     | 承認       |

## 協約による関税率の引下げ
通商条約（安政の五か国条約）で定められた関税率は約20％と高率だったため、この引き下げを狙った欧米各国（とりわけイギリス・フランス）の要求により交渉が開始された。
イギリス士官アーネスト・サトウが英国策論を発表した1866年、6月25日（慶應2年5月13日）に改税約書が調印、7月1日（同年5月19日）より実施された。本協定により、輸出入品の大部分はそれまでの従価税方式から従量税方式に改められ、従量税の税率はその当時の従価5％を基準とした。

## 永代借地権の設定
日本は外国人による土地所有を認めていなかったことから、外国人が日本国内に事業の拠点や住居などを構える際には奉行との間で土地の永代借地契約が結ばれることとなった（詳細は永代借地権の項を参照のこと）。安政5年に通商条約締結先のアメリカ、オランダ、ロシア、イギリス、フランスとの間に永代借地権の制度を設定、その後、相手国は明治4年までの間に16カ国にまで拡大した。永代借地権は地租の負担が免れるなど、外国人にとっては有利な制度であったことから、日本側は一般的な土地所有権に切り替えるよう尽力したが、1942年4月に解消されるまで85年の月日を必要とした。

## 経済への影響
国際経済学者のDaniel M. Bernhofen等の2017年の研究によると、これら通商条約によって日本と西洋諸国の自由貿易が開始されたことにより、日本の国内総生産は約7パーセント増加したと推定されている。

## 日普修好通商条約
五か国の他にプロイセンとも条約を結んでおり、日普修好通商条約と呼ばれる。
1861年1月24日（万延元年12月14日）、プロイセン全権のオイレンブルクと外国奉行の村垣範正とで結ばれた。
日本側は堀利煕が外国奉行だったが、自刃したため村垣が引き継いだ。